# 甘肅鳥屬
甘肅鳥屬是原始的真鳥類，生存於白堊紀前期的阿普第階（距今約1億2000萬年前），已知的有效物種包含玉門甘肅鳥（Gansus yumenensis）與甄氏甘肅鳥（Gansus zheni），其化石分別於中國的甘肅省玉門市與遼寧省凌源市出土。其中玉門甘肅鳥發表於1984年，是中國發現的第一種中生代鳥類化石
化石的解剖特徵顯示甘肅鳥可能是一種水鳥。甘肅鳥的發現支持了現生鳥類的共祖為水鳥的假說。

## 描述

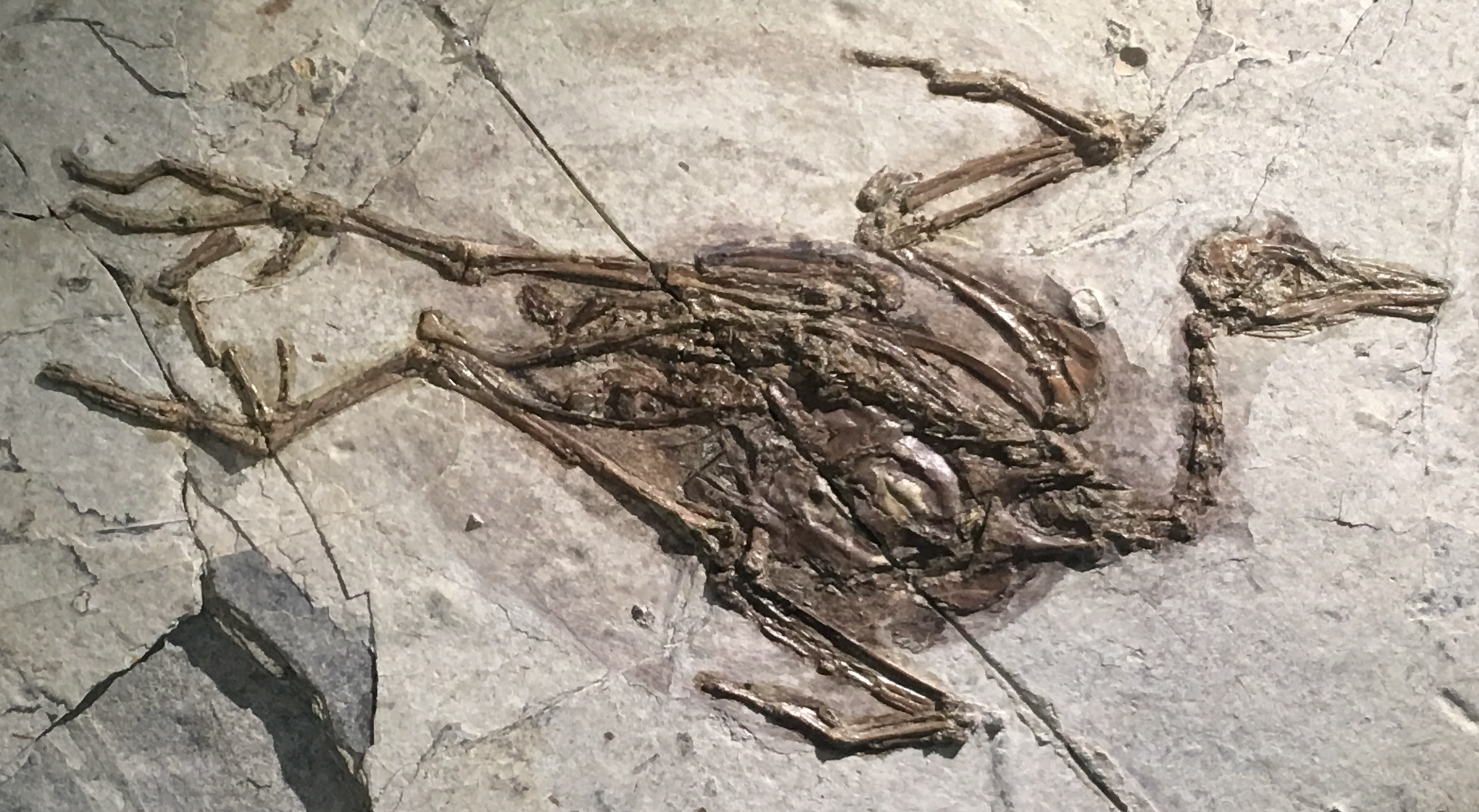
北京自然博物館收藏的甄氏甘肅鳥化石

甘肅鳥最早於1984年基於一件包括左側脛骨與跖骨的化石被描述、發表，名為玉門甘肅鳥（Gansus yumenensis），該化石出土於甘肅省玉門市昌馬鄉沈家湾村，其地層屬於下溝組，是中國發現的第一種中生代鳥類化石。玉門甘肅鳥的化石被列入中華人民共和國國土資源部編製的首批國家重點保護古生物化石名錄中，屬於一級重點保護古生物化石。
玉門甘肅鳥的體形大小與鴿子相近，外形則接近潛鴨，其具有許多現生鳥類的解剖特徵，但也有些較原始的性狀，例如其翅膀上有爪。2003年-2004年，五件較為完整的甘肅鳥化石在昌馬地區一個湖床遺址的泥岩中被發現，這些標本可能是因死亡後迅速為缺氧的淤泥覆蓋，而得以保存飛羽與趾尖蹼的痕跡等特徵，研究人員分析其解剖特徵，認為甘肅鳥比較接近黃昏鳥、潛鴨科、鷿鷈科等在水中以腳為動力前進的潛水鳥類。2011年，又有九件甘肅鳥的化石樣本被發表，研究人員分析其胸骨與趾骨後，認為甘肅鳥是一種會飛的潛水鳥，習性類似現生的鴨科物種。
2013年，有學者分析甘肅鳥前肢與後肢中各骨骼長度比例，認為其前肢的比例接近雨燕目的類群（雨燕與蜂鳥），後肢的比例則接近鷿鷈科、信天翁科與鸕鶿科的類群，也指出甘肅鳥可以飛行，也可以某種程度地潛入水中，並在水中以腳或腳翅並用的方式移動。
2014年，北京自然博物館的研究人員在遼寧省凌源市四合当镇發現了兩件鳥類化石，出土地層為九佛堂組，屬於熱河生物群，經鑑定後發現其為玉門甘肅鳥的姊妹群，因而也歸入甘肅鳥屬中，名為甄氏甘肅鳥（Gansus zheni），其種小名為紀念該博物館的古生物學家甄朔南。支序分析顯示甘肅鳥是扇尾類（包含現生鳥類、魚鳥、黃昏鳥等）的姊妹群。

## 分類

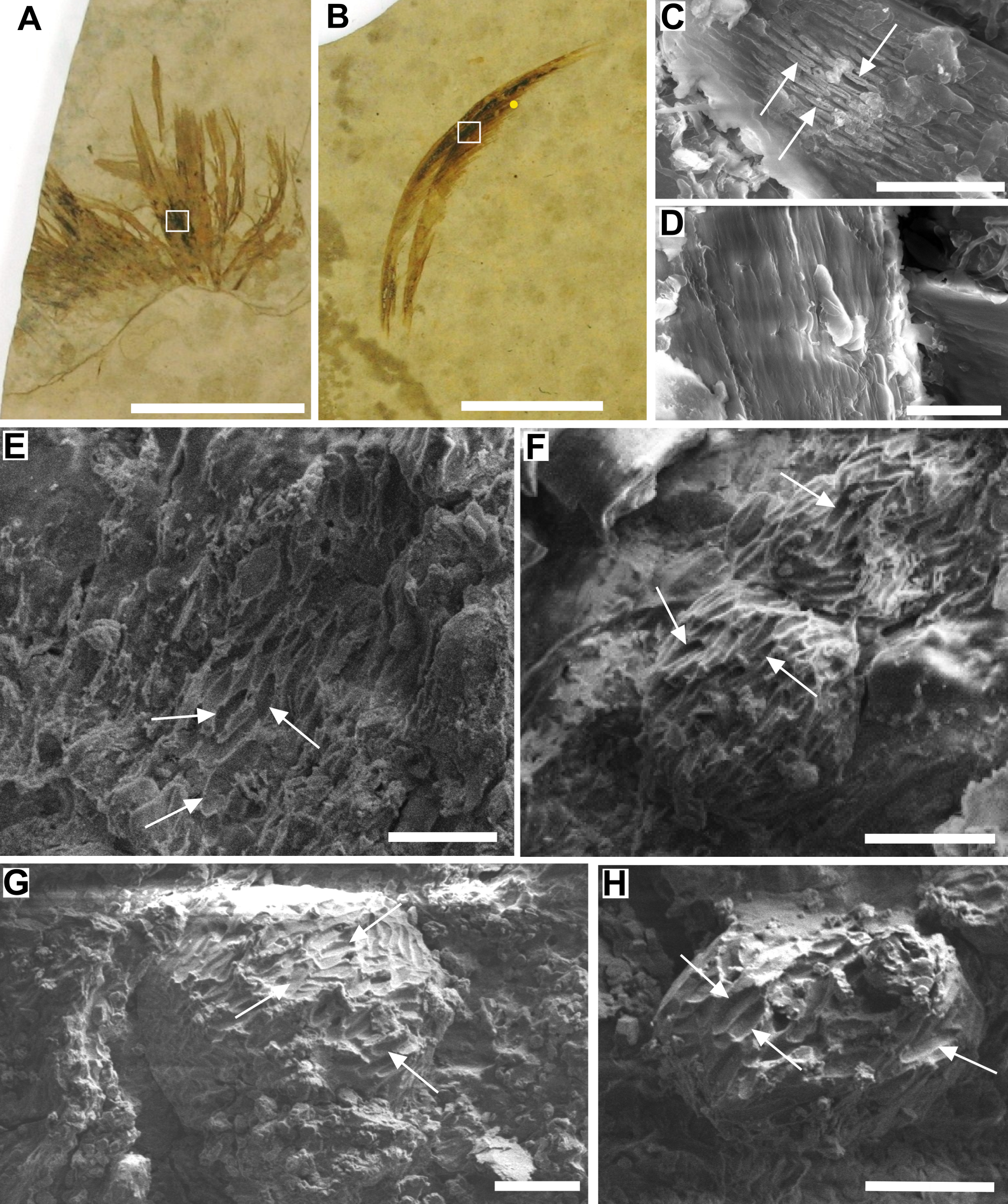
甘肅鳥羽毛化石中有黑色素體（圖中A, B, E ,F, G, H為甘肅鳥的羽毛，C, D則為現生鳥類的羽毛）

因研究者對扇尾類的定義不同，有些將甘肅鳥歸為扇尾類，視為其基群，有些則不把它歸為扇尾類，而將其視為扇尾類的姊妹群。扇尾類早期分支的幾個類群，有許多具有部分水鳥的特質，因此有假說認為現生鳥類的共祖可能是與甘肅鳥相似的水鳥 。